# Ormosia nimbipennis
Ormosia nimbipennis là một loài ruồi trong họ Limoniidae. Chúng phân bố ở miền Tân bắc.